# Ahmed Urabi

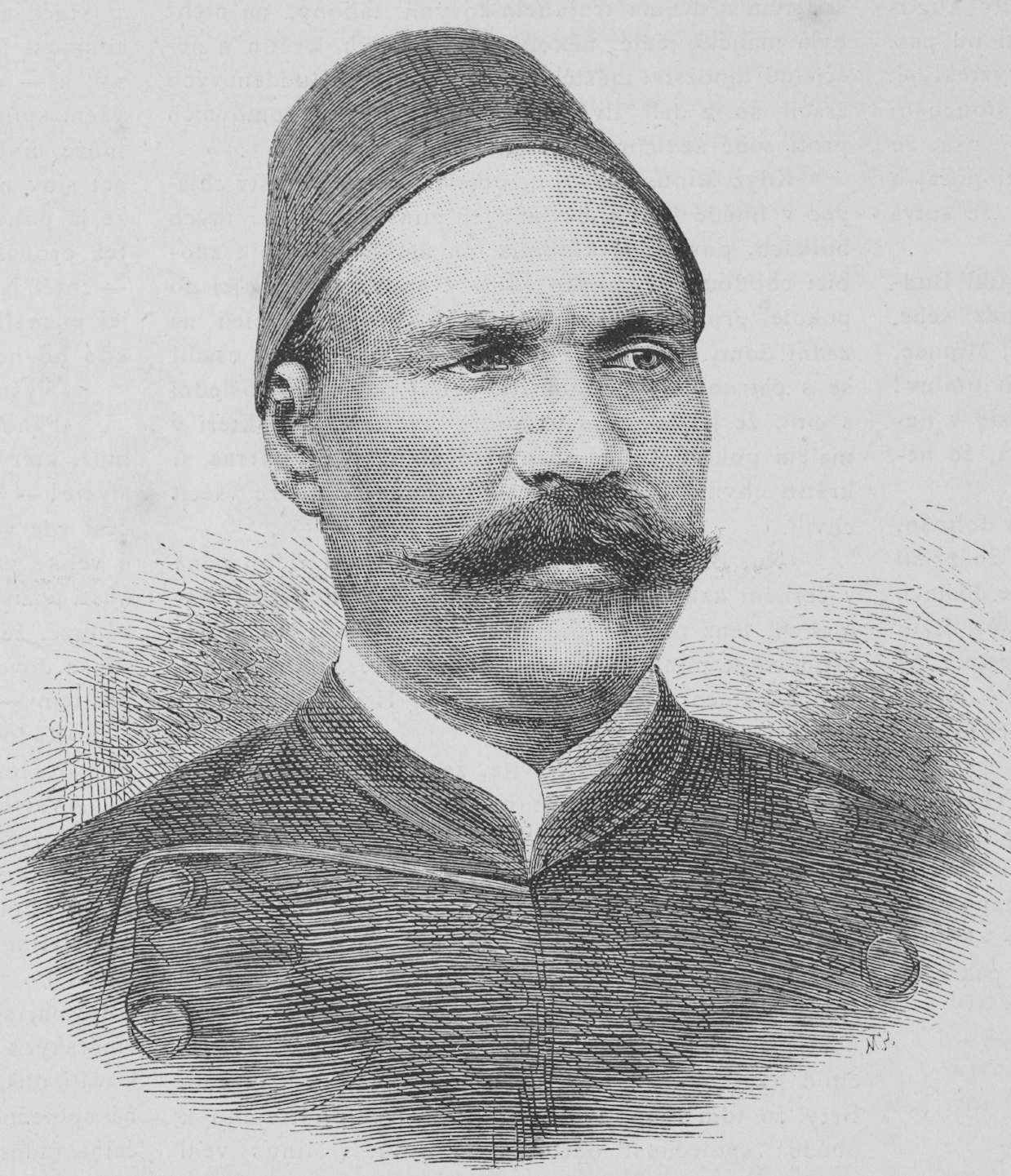
Ahmed Urabi (1882)

Ahmed Urabi of (Ahmad) Arabi Pasja (Arabisch: (أحمد عرابي) (Hiryit Raznah, 1 april 1841 – Caïro, 21 september 1911), bijgenaamd al-Misri ("de Egyptenaar"), was een Egyptisch nationalist en officier in het Egyptische leger. Als de eerste politiek en militair leider afkomstig uit de fellahin, de boerenklasse, leidde hij in 1879 de opstand tegen de kedive en de Europese overheersing van Egypte. Deze opstand wordt de Revolte van Urabi genoemd.

## Vroege carrière
Hij was de zoon van een dorpsleider, die als  een van de rijkere leden van de gemeenschap zijn zoon onderwijs kon laten volgen. Niet op een westerse school, maar in het traditioneel islamitisch onderwijs. Hij studeerde aan de Al-Azhar-universiteit, om vervolgens het leger in te gaan. Hij bereikte de rang van luitenant-kolonel al toen hij 20 was. Hij was een vurig spreker, en door zijn afkomst werd hij beschouwd als een authentieke stem van de Egyptenaren.

## Protest tegen Tawfiq
Dankzij Ismail Pasha was het voor alle Egyptenaren mogelijk geworden om het leger in te gaan, nadat hij het militaire kastenstelsel had afgeschaft. Zijn opvolger, de kedive Tawfiq, vaardigde echter een nieuwe wet uit die boeren verhinderde om officier te worden. Deze wet gaf bovendien voorrang aan Turkse officieren in het Egyptische leger. Urabi's eerste interventie in de politiek kwam toen Urabi en zijn aanhangers, die het grootste deel van het leger omvatten, hadden succes en de wet werd herroepen.
Urabi en zijn bondgenoten in het leger sloten zich aan bij  de hervormers in de politiek. Met steun van de boeren deden zij een krachtige poging om Egypte aan buitenlandse, en vooral christelijke, invloed te onttrekken, en om een einde te maken aan het absolutistische regime van de kedive.
Urabi werd staatssecretaris van oorlog, en uiteindelijk lid van het kabinet. Er werden serieuze plannen gemaakt om  een parlementaire assemblee op te richten.
De kedive voelde zich bedreigd en vroeg de sultan om de opstand te onderdrukken. Maar de Turkse regering aarzelde om troepen in te zetten tegen moslims die zich tegen een buitenlandse christelijke invloed verzetten. De Britten vreesden vooral dat een eventueel regime-Urabi bij het afbetalen van de massieve schulden van Egypte in gebreke zou blijven, en dat hij zou proberen om controle over het Suezkanaal te krijgen.
Toen de anti-Europese rellen in Alexandrië in 1882 uitbraken, opende de Britse vloot het vuur op de forten van de stad. In september van dat jaar landde een Brits leger in de kanaalzone, en op 13 september 1882 werd Urabi verslagen en gearresteerd.
De kedive en zijn kabinet veroordeelden hem ter dood, maar onder druk van lord Dufferin, de Britse ambassadeur in Constantinopel, die naar Egypte was gestuurd als hoge commissaris, werd het vonnis omgezet in levenslang. Urabi werd verbannen naar de Britse kolonie Ceylon, waar hij de rest van zijn leven doorbracht. Het Britse leger zou in Egypte blijven tot na de Tweede Wereldoorlog.